# Leiocolea badensis
Leiocolea badensis ist eine Lebermoos-Art aus der Familie Lophoziaceae. Deutsche Namen sind Badisches Glattlebermoos oder Badisches Glattkelchmoos.
Nach der 2020 veröffentlichten „An annotated checklist of bryophytes of Europe, Macaronesia and Cyprus“ heißt die Art nunmehr Mesoptychia badensis (Gottsche) L. Söderström & Váňa. Die Gattung Mesoptychia wird dabei der Familie Jungermanniaceae innerhalb der Ordnung Jungermanniales zugeordnet.

## Merkmale
Die dunkelgrünen, seltener blassgrünen, niederliegenden Pflanzen sind meist weniger als 1 Zentimeter lang, bis etwa 1 Millimeter breit und bilden flache Rasen. Die Flankenblätter sind im Umriss kreisrund, oft kugelschalig und im oberen Fünftel in zwei zugespitzte Lappen geteilt. Die Blattzellen sind etwa 30 bis 40 Mikrometer groß, die Zellecken sind mehr oder weniger verdickt, die Zelloberfläche (Kutikula) ist glatt bis feinwarzig. Unterblätter fehlen. Die Art ist diözisch. Das Perianth ist birnenförmig, die Mündung gekerbt. Sporogone sind häufig vorhanden. Brutkörper fehlen.

## Standortansprüche
Die Art wächst auf kalkhaltiger Erde, auf Kalk- oder Dolomitgrus, auf Schwemmsand von Bächen und Flüssen, auf Löss, auf Kalktuff oder auf Karbonatgestein. Die Standorte sind beschattet bis lichtreich und mäßig frisch bis mäßig feucht.

## Verbreitung
Das boreal-montan verbreitete Moos besitzt Vorkommen in Europa, in der Türkei, im Iran, in Sibirien, im nördlichen Nordamerika und in der Arktis.
In Deutschland, Österreich und der Schweiz kommt es hauptsächlich in den Kalkgebirgen verbreitet bis zerstreut vor; in den Silikatgebieten und im Flachland ist es selten bis fehlend. In den Alpen steigt es bis in die alpine Höhenstufe.